# Mornos
Mornos (græsk: Μόρνος) er en flod der løber i de regionale enheder Fokis og Aetolien-Acarnanien i Grækenland. Den er 70 kilometer lang. Dens kilde ligger i den sydvestlige del af Iti-bjergene, nær landsbyen Mavrolithari, i Fokis. Den løber mod syd og kommer ind i Mornos-reservoiret nær landsbyen Lefkaditi. Dæmningen stod færdig i 1979. Den forlader reservoiret mod vest, nær Perivoli. Floden fortsætter gennem en dyb, tyndt befolket dal og drejer sydpå nær Trikorfo. Mornos nedre forløb danner grænsen mellem Fokis og Aetolien-Acarnanien. Mornos munder ud i Korinthbugten omkring 3 km sydøst for Naupaktos.